# Umami (album)
Umami je v pořadí páté české studiové album zpěvačky Ewy Farné. Vyšlo v roce 2021 a obsahuje 12 skladeb. Deska vyšla o dva měsíce později pod stejným názvem i v polské verzi.

## Seznam skladeb
| Pořadí         | Název                              | Délka |
| -------------- | ---------------------------------- | ----- |
| 1.             | Umami                              | 1:22  |
| 2.             | No ne                              | 2:33  |
| 3.             | Zkraceno v překladu                | 2:27  |
| 4.             | Tělo                               | 3:40  |
| 5.             | Vařím z vody                       | 3:01  |
| 6.             | Klid                               | 3:56  |
| 7.             | Reinkarnační feat. Sofian Medjmedj | 2:56  |
| 8.             | Verze 02                           | 3:41  |
| 9.             | Sama doma                          | 2:56  |
| 10.            | Ross & Rachel                      | 2:47  |
| 11.            | Smutná píseň                       | 3:03  |
| 12.            | Umamy (Kořeny a křídla)            | 4:04  |
| Celková délka: | Celková délka:                     | 36:30 |